# Half-Life: Opposing Force
Half-Life: Opposing Force (ibland skrivet som HλLF-LIFE: Opposing Force) är ett expansionspaket till Valve Corporations förstapersonsskjutare Half-Life. Opposing Force utvecklades av Gearbox Software och Valve Corporation och publicerades av Sierra Entertainment den 31 oktober 1999. Opposing Force är det första av två expansionspaket till Half-Life och projektet offentliggjordes i april 1999. Spelets huvuddesigner, Randy Pitchford, noterade vid ett senare tillfälle att han trodde att Valve valde Gearbox så att de själva kunde fokusera på framtida projekt.
I Opposing Force återvänder spelaren till Black Mesa Research Facility, där en olycka under ett experiment leder till att portaler till en utomjordisk värld öppnas, och spelaren får uppleva händelserna ur en amerikansk marinsoldats perspektiv. Spelaren tar rollen som Adrian Shephard, en av fienderna från originalspelet, när hans marinkårsenhet kallas in för att ta kontrollen över anläggningen efter olyckan och tysta eventuella vittnen. Marinsoldaterna visar sig vara underlägsna och slås tillbaka av både utomjordingar och en mystisk specialstyrka vars mål är att spränga laboratoriet.
Opposing Force fick ett varmt mottagande av kritikerna och många ansåg att spelet satte en ny nivå för expansionspaket på samma sätt som Half-Life revolutionerade förstapersonsskjutargenren. Andra kritiker tyckte att spelet hade en del negativa sidor men ansågs ändå vara ett exceptionellt expansionspaket.

## Spelupplägg
Opposing Forces grundläggande spelmekanik skiljer sig inte nämnvärt från Half-Lifes. Spelaren ska ta sig igenom spelets miljöer, slåss mot fientliga NPC:er och lösa olika problem för att ta sig framåt. Opposing Force låter spelaren behålla kontrollen under nästan hela spelet och det förekommer inga filmsekvenser. Handlingen förs istället framåt genom skriptade sekvenser där spelfigurerna pratar med varandra eller direkt med spelaren. Spelet är uppdelat i ett antal kapitel, men spelarens färd genom banorna är obruten. I Opposing Force ingår även ett flerspelarläge som tillförde flera nya miljöer och vapen till originalspelets flerspelarläge. Efter att spelet hade släppts utvecklade Gearbox ett capture the flag-läge med nya banor och powerups.
För det mesta är spelaren ensam i enspelarläget och liksom i föregångaren får denne ibland assistans av datorstyrda forskare och säkerhetsvakter. Opposing Force innehåller dock även andra marinsoldater som kan hjälpa till betydligt mer än säkerhetsvakter i strid. Det finns tre typer av marinsoldater: vanliga soldater beväpnade med kulsprutepistol, hagelgevär eller kulspruta, sjukvårdare som kan vårda spelaren och andra soldater och ingenjörer som bland annat kan använda skärbrännare för att öppna dörrar. Spelet innehåller flera av fienderna från Half-Life, däribland headcrabs och Vortigaunts. Ett flertal andra utomjordingar, kallade Race X, finns också med i spelet och kan ses slåss mot utomjordingarna från Xen. Spelaren stöter även på mänskligt motstånd i form av en mystisk specialstyrka, vars uppdrag är att förstöra basen efter det att marinsoldaterna misslyckats med att stänga inne utomjordingarna. Opposing Force innehåller flera av vapnen från Half-Life, men också nya såsom ett prickskyttegevär, rörtång och en uppsättning utomjordiska vapen.

## Handling

### Bakgrund

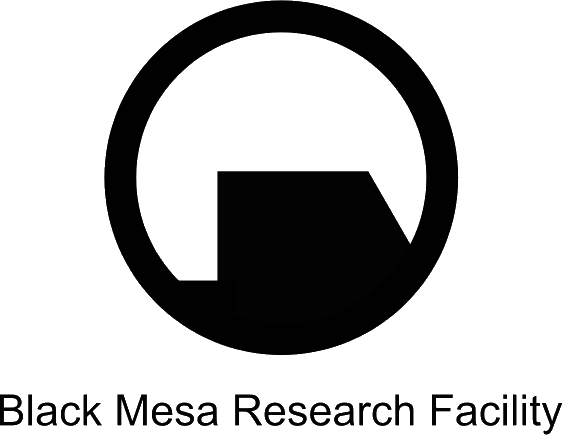
Logotypen för Black Mesa Research Facility.

Opposing Force utspelar sig på samma plats och under samma tid som Half-Life: i ett avlägset forskningslaboratorium i New Mexico kallat Black Mesa Research Facility. I Half-Life tar spelaren rollen som Gordon Freeman, en forskare som är inblandad i en olycka som öppnar en interdimensionell portal till gränsvärlden Xen. Ur portalen kommer utomjordiska varelser som snabbt sprider sig över anläggningen och Freeman tvingas resa till Xen för att stänga den. I Opposing Force tar spelaren istället rollen som Adrian Shephard, en korpral i amerikanska marinkåren och en del av Hazardous Environment Combat Unit som är skickade till Black Mesa för att förhindra att utomjordingarna sprider sig och tysta eventuella överlevande vittnen. Efter att ha blivit separerad från sin enhet måste Shephard samarbeta med de personer han var skickad att döda för att ta sig ut ur anläggningen.

### Synopsis
Opposing Force inleds med att Shephard färdas i en V-22 Osprey tillsammans med sin stridsgrupp och genom luckan på sidan kan man se flera andra farkoster. Gruppen diskuterar sitt uppdrag och flera är irriterade över att de inte fått veta vart de är på väg någonstans. När de närmar sig landningsplatsen vid Black Mesa blir Ospreyformationen attackerad av utomjordiska flygande varelser. Shephards Osprey blir träffad och kraschlandar. Shephard återfår medvetandet i en sjukstuga i Black Mesa där forskare tar hand om flera sårade. Han får veta att marinsoldaterna är på väg att övermannas av utomjordingarna och att man har beordrat reträtt. Shephard tar sig till en evakueringszon. Innan han hinner ta sig ombord på den väntande Ospreyen blir han stoppad av G-Man och blir kvarlämnad.
Shephard träffar andra marinsoldater som också blivit kvarlämnade och tillsammans försöker de ta sig till Lambdakomplexet där en annan evakueringszon ska finnas. På vägen dit blir de anfallna av en svartklädd specialstyrka med uppdraget att innestänga och eliminera alla vittnen, inklusive de soldater som tidigare skickats dit i samma syfte. Shephard tar sig till Lambdakomplexet där han ser hur Gordon Freeman går in i en portal till Xen mot slutet av Half-Life. För att ta sig ut ur teleporterkammaren tvingas han använda sig av en annan portal som tar honom till Xen och sedan vidare till en helt annan del av Black Mesa. Anläggningen har vid det här laget tagit stor skada och det visar sig att en annan utomjordisk ras, Race X, har utnyttjat situationen för att inleda en invasion och attackerar både människor och varelser från Xen.
Shephard möter fler marinsoldater och tillsammans försöker de ta sig fram till en utväg bortom anläggningens lagerkomplex, men möter hårt motstånd på vägen. En överlevande säkerhetsvakt berättar för Shephard att black ops har fört med sig en kärnvapenstridsspets med vilken de tänkt spränga hela anläggningen. Efter att ha eliminerat black ops-enheten desarmerar Shephard bomben och tar sig vidare mot utvägen. G-Man dyker dock upp och aktiverar kärnladdningen igen. Nära utgången får Shephard veta att någonting stort är på väg genom en portal som blockerar den enda utvägen.
Vid portalen finner Shephard en gene worm, en gigantisk varelse som tycks leda invasionen. Han lyckas döda varelsen men blir teleporterad till en Osprey av G-Man innan han hinner ta sig ut. G-Man gratulerar honom till sina bedrifter medan kärnladdningen detonerar i bakgrunden. Spelet avslutas med att G-Man placerar Shephard på en plats där han inte kan berätta för någon vad han sett och inte kan bli skadad i väntan på vidare utvärdering.

## Utveckling

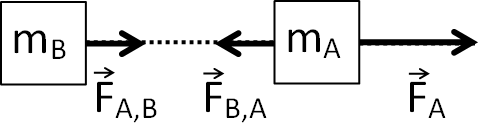
Spelets namn syftar delvis på Newtons tredje rörelselag.

Half-Life: Opposing Force offentliggjordes av utvecklaren Gearbox Software den 15 april 1999. I pressmeddelandet hävdade företagets grundare Randy Pitchford att "vårt huvudsakliga mål är att bevara  Half-Lifes integritet och ge nya upplevelser som bygger vidare på känslan i originalspelet" och meddelade även att expansionspaketet skulle låta spelaren ta rollen som en av marinsoldaterna från originalspelet. Namnet Opposing Force har två betydelser där den ena syftar på att spelaren nu spelar som en av fienderna i Half-Life och den andra syftar på Isaac Newtons tredje rörelselag om motriktade krafter (en. opposing forces). Namnen på de andra spelen i serien anspelar också på olika principer inom fysiken. I en senare intervju förklarade Pitchford att han trodde att Valve Software gav Gearbox chansen att utveckla expansionen för att kunna "fokusera på framtida projekt." Pitchford påpekade också att Valve och Gearbox kommit överens om att inte modifiera spelmotorn nämnvärt eftersom det skulle "riskera att förstöra det underbara arbete" som spelets moddingcommunity genomfört. På Electronic Entertainment Expo 1999 offentliggjordes en stor mängd information om spelets utveckling, miljöer och handling. Spelets officiella webbplats, tillhandahållen av utgivaren Sierra Studios, öppnades i juli 1999.
Under spelets utveckling tog Gearbox in ett flertal utomstående talanger för att assistera vid designprocessen. I juni 1999 meddelade man att bandesignern Richard Gray, som arbetat med bland annat banor till Duke Nukem 3D, skulle assistera med spelets multiplayerdel. Flera andra designers tillkom i september 1999 med en gemensam erfarenhet från Daikatana, Quake II, Doom och Shadow Warrior och under de följande månaderna visades flera bilder på spelet upp.

## Lansering och mottagande
| Mottagande | Mottagande                                                      |
| Samlingsbetyg | Samlingsbetyg                                                   |
| Tjänst | Betyg                                                           |
| --- | --------------------------------------------------------------- |
| Gamerankings | 85,45% (29 recensioner)                                         |
| Recensionsbetyg |                                                                 |
| Publikation | Betyg                                                           |
| Computer and Video Games | 9/10                                                            |
| Eurogamer | 7/10                                                            |
| Gamepro | [ 22 ]                                                          |
| Gamespot | 9/10                                                            |
| IGN | 7,5/10                                                          |
| PC Zone | 85%                                                             |
| \| Utmärkelser \| Utmärkelser \| \| Publikation \| Utmärkelse \| \| ----------- \| ------------------------------------------------------------------- \| \| AIAS \| Interactive Achievement Award: Computer Game of the Year (2000)[24] \| |                                                                 |
| Utmärkelser |                                                                 |
| Publikation | Utmärkelse                                                      |
| AIAS | Interactive Achievement Award: Computer Game of the Year (2000) |

Opposing Force lanserades den 31 oktober 1999 i USA och den 15 november samma år i Europa. I maj 2000 släppte Gearbox en uppdatering till multiplayerläget som tillförde ett capture the flag-läge. Opposing Force släpptes senare även via Valve Softwares Steam-plattform. Spelet var också en del av Sierras kompilation Half-Life: Generation 2000 och Valves och Electronic Arts Half-Life 1: Anthology i september 2005.
Opposing Force fick ett mycket positivt mottagande från kritikerna och innehar det samlade betyget 85,45% på GameRankings. I december 2008 hade spelet sålts i över 1,1 miljoner exemplar i butik. Antalet sålda enheter via Steam har inte offentliggjorts. Kim Randell på Computer and Video Games noterade att "Gearbox uppenbarligen har ansträngt sig för att frambringa samma spelupplevelse som i originalspelet."  Flerspelarläget fick också gott betyg och Randell ansåg att tilläggen till flerspelarläget gjorde det till en del av Opposing Force som "verkligen stod ut". Randell avslutade med att skapandet av Opposing Force var "en fantastisk bedrift." Erik Wolpaw på Gamespot noterade att de flesta expansionspaket är mediokra, medan "det är passande att även Gearbox Softwares Opposing Force, den officiella expansionen till det stilbildande Half-Life, i sin tur sätter en ny kvalitetsstandard för framtida expansionspaket för actionspel". Wolpaw hyllade spelets kampanjläge och menade att "man kan känna utvecklarnas entusiasm när minnesvärda scener avlöser varandra och närmast tvingar en att vilja fortsätta spela." Trots att han kritiserade vissa delar av spelets AI och några av de nya modellerna konstaterade Wolpaw att Opposing Force var ett "passionerat uttryck av kreativ design."
Andra recensenter höll med om spelets positiva aspekter. GamePro hävdade att "Gearbox har gjort ett fantastiskt jobb när de skapat inte bara en expansion till Half-Life men också fortsättningen på ett mästerverk" och prisade både spelets bandesign och handling. Dock ansåg man att spelet var lite för kort. En del kritiker höll inte med om att Opposing Force var så inflytelserikt som andra kritiker tyckte. PC Zone ansåg att man "lämnades med en bitter smak i munnen" och att "Opposing Force bestod av några utmärkta idéer sammanbundna av gamla delar av Half-Life." De avslutade dock med att "det var ändå en bra helgunderhållning". Eurogamer tyckte att Opposing Force hade samma problem som andra expansionspaket där nytt innehåll ska blandas med gammalt innehåll för att ge upplevelsen av ett nytt spel. Dock påpekade de att "som tur var är det nya innehållet i Opposing Force otroligt bra". Recensenten på Eurogamer ansåg att bandesignen var spelets starkaste sida men upplevde känslan av att utvecklarna började få ont om tid. Vincent Lopez på IGN skrev att spelet "gör ett fantastiskt jobb med att få en att komma ihåg exakt varför man tyckte så mycket om originalspelet", men konstaterade att det också var spelets största svaghet då "man kan känna att man ville ha en mer originell upplevelse."
Spelet har vunnit flera utmärkelser i olika publikationer och även utmärkelsen Computer Game of the Year Interactive Achievement Award of 2000 hos Academy of Interactive Arts & Sciences.

## Musik
Opposing Forces soundtrack komponerades av Chris Jensen. När låtarna släpptes till Opposing Force hade flera av dem inga titlar utan de fick först titlar när samma låtar användes till Blue Shift, där ett antal låtar även fick nya titlar. När de båda expansionspaketen släpptes på Steam ändrades deras soundtrack till det från originalspelet, som komponerades av Kelly Bailey.
| 1.           | "Temple of Limbo"      | "The Beginning"   | 0:17  |
| 2.           | "Wastes of Limbo"      | "Lost in Thought" | 0:46  |
| 3.           | "Danger Rises"         |                   | 1:50  |
| 4.           | "Soothing Antagonist"  |                   | 0:17  |
| 5.           | "Stroke of Midnight"   | "Run"             | 1:02  |
| 6.           | "Open the Valve"       |                   | 1:38  |
| 7.           | "Tunnel"               |                   | 1:16  |
| 8.           | "The Ticking Timebomb" | "Chamber"         | 1:48  |
| 9.           | "Maze"                 |                   | 2:03  |
| 10.          | "Alien Forces"         |                   | 1:21  |
| 11.          | "Scientific Proof"     |                   | 1:11  |
| 12.          | "Planet"               |                   | 1:27  |
| 13.          | "The Awakening"        | "Orbit"           | 0:53  |
| 14.          | "Name"                 |                   | 1:24  |
| 15.          | "Spooky Oozings"       | "Listen"          | 1:24  |
| 16.          | "Spooky Monestary"     | "Fright"          | 1:32  |
| 17.          | "Storm"                |                   | 0:59  |
| 18.          | "Spectre of Limbo"     | "Trample"         | 2:04  |
| 19.          | "Race from Doom 2"     | "Bust"            | 1:31  |
| Total längd: | Total längd:           | Total längd:      | 24:43 |